# 쓰즈키 도시유키
쓰즈키 도시유키(일본어: 続木 敏之, 1958년 7월 4일 ~ )는 일본의 전 프로 야구 선수이자 야구 지도자이며. 현재 KBO 리그 두산 베어스의 트레이닝 코치이다.

## 인물
에히메 현립 니하마 상업고등학교 시절인 1975년 제57회 전국 고등학교 야구 선수권 대회에 출전하여 팀의 준우승을 이끌었고 1976년 프로 야구 드래프트 2순위로 한신 타이거스에게 입단했다. 입단 당초에 기대되었지만 단 한 번도 1군에 출전하는 일도 없이 1982년에 현역에서 은퇴했고 한신에 그대로 남아 불펜 포수를 맡은 후 불펜 코치를 거쳐 1군 트레이닝 코치를 맡는 등 오랫동안 한신에서 줄곧 코칭 스태프로 활동했다. 2군 트레이닝 코치를 맡고 있던 2013년 10월 5일에 코치진 개편에 따라 한신을 퇴단했다.
2014년부터 KBO 리그 두산 베어스의 트레이닝 코치로 발탁됐다.

## 상세 정보

### 출신 학교
- 에히메 현립 니하마 상업고등학교

### 선수 경력
- 한신 타이거스(1977년 ~ 1982년)

### 지도자 경력
- 한신 타이거스 불펜 포수(1984년 ~ 1988년)
- 한신 타이거스 2군 불펜 코치 보좌(1989년 ~ 1990년)
- 한신 타이거스 1군 불펜 코치 보좌(1991년)
- 한신 타이거스 트레이닝 코치 보좌(1992년 ~ 1993년)
- 한신 타이거스 2군 트레이닝 코치(1994년 ~ 1995년, 2003년, 2009년 ~ 2013년)
- 한신 타이거스 1군 트레이닝 코치(1996년 ~ 2002년, 2004년 ~ 2008년)
- 두산 베어스 트레이닝 코치(2014년 ~ )

### 등번호
- 30(1977년 ~ 1981년)
- 60(1982년)
- 91(1984년 ~ 1988년)
- 79(1989년 ~ 2003년)
- 90(2004년 ~ 2013년)
- 82(2014년 ~ )

### 연도별 타격 성적
- 1군 공식전 출장 없음